# Nicolas Ardouin
Nicolas Ardouin (La Rochelle, 7 februari 1978) is een Frans voetbaldoelman die sinds 2008 onder contract staat bij het Belgische AFC Tubize. Voordien kwam Ardouin al uit voor onder meer de Spaanse tweedeklasser Deportivo Alavés en het Franse Grenoble Foot 38.